# Esteban Tuero
Esteban Tuero, (născut la data de 22 aprilie 1978, în Buenos Aires, Argentina) este un pilot de curse care a concurat în Campionatul Mondial de Formula 1 în sezonul 1998.

## Cariera în Formula 1
| Sezon | Echipă  | Număr puncte | Loc clasament general |
| ----- | ------- | ------------ | --------------------- |
| 1998  | Minardi | 0            | -                     |